# Vay Elemér
Vay Elemér (Alsózsolca, 1855. július 24. – Alsózsolca, 1931. augusztus 20.) Borsod vármegye kétszeres főispánja, a Vay család utolsó politikai közszereplője.

## Élete
Vay Elemér a történelmi múltú Vay család leszármazottja. Apja Vay Béla (1832–1910), Borsod vármegye főispánja, anyja Teleki Zsófia grófnő volt. Három lánytestvére mellett szülei egyetlen fia volt.
Első alkalommal a millennium évében foglalta el Borsod vármegye főispáni székét a Szabadelvű Párt képviseletében (Miklós Gyula volt az elődje, aki apja, Vay Béla után rövid másfél évig töltötte be a posztot). Első főispáni ciklusa 1896. április 16-tól 1905. szeptember 12-ig, a második 1910. február 22-től 1912. november 7-ig tartott. Első ciklusa idejére esett a millennium megünneplése, ami szerencsés időszaknak számított, mert erre az időre a politikai pártok félretették küzdelmeiket. Székfoglalójában a megye fontosságát emelte ki: „…bátran elmondhatjuk, hogy a megyék a magyar államnak oly szervi részei, melyek a fejlődés és az új eszmék terjeszkedése által … felfogásunknak, szabadságszeretetünknek a legjobban megfelel, alapjaiban meg kell hogy maradjon.” A megye biztosította főispánt, hogy a közös célok érdekében politikai nézeteiktől függetlenül támogatják a közös célokat. A fővárosban tartott millenniumi díszfelvonuláson a megye küldöttségét Vay Elemér vezette, és – külön megbecsülésként – Magyarország zászlóját a főrendi ház akkori másodelnöke, apja, Vay Béla, vitte. Első megbízatásának pártja bukása vetett véget.
Második főispáni időszakára jelentős változások után került sor, Miskolc megkapta önállóságát. Beiktatására neves küldöttség kísérte (többek között Radványi István, Bartányi Gyula, Görgey László, Gálffy Ignác, Koós Soma, Schekter Lipót és Vidats János), a politikai, gazdasági és pénzvilág fontos képviselői. A köszöntőt Szentpáli István, Miskolc polgármestere mondta, melyben kiemelte, hogy Miskolc városa már „törvényhatósági joggal lett felruházva”. Válaszában Vay az új viszonyoknak megfelelően beszélt: „A magam részéről biztosíthatom a legmesszemenőbb jóindulatomról, rokonszenvemről a tisztelt közgyűlést, a tisztviselői kar minden egyes tagját, Miskolc városának egész polgárságát. A város sokoldalú érdekeinek előmozdítására … erős és fáradságos munkára van szükség, de ebből én is ki óhajtom venni a magam részét.”
Lillafüred elnevezése Vay Elemér nevéhez fűződik. Erzsébet húgának Lilla volt a beceneve, és amikor Pejacsevich Tivadar (1855–1928) 1881–1882 körül megkérte a lány kezét, a főispán báty, a Borsodi Bükk Egylet akkori elnöke javasolta, hogy az új üdülőhely neve Lilla-Füred legyen.